# Golafrus oneili
Golafrus oneili là một loài côn trùng trong họ Myrmeleontidae thuộc bộ Neuroptera. Loài này được Péringuey miêu tả năm 1911.